# Sergei Iwanowitsch Furgal

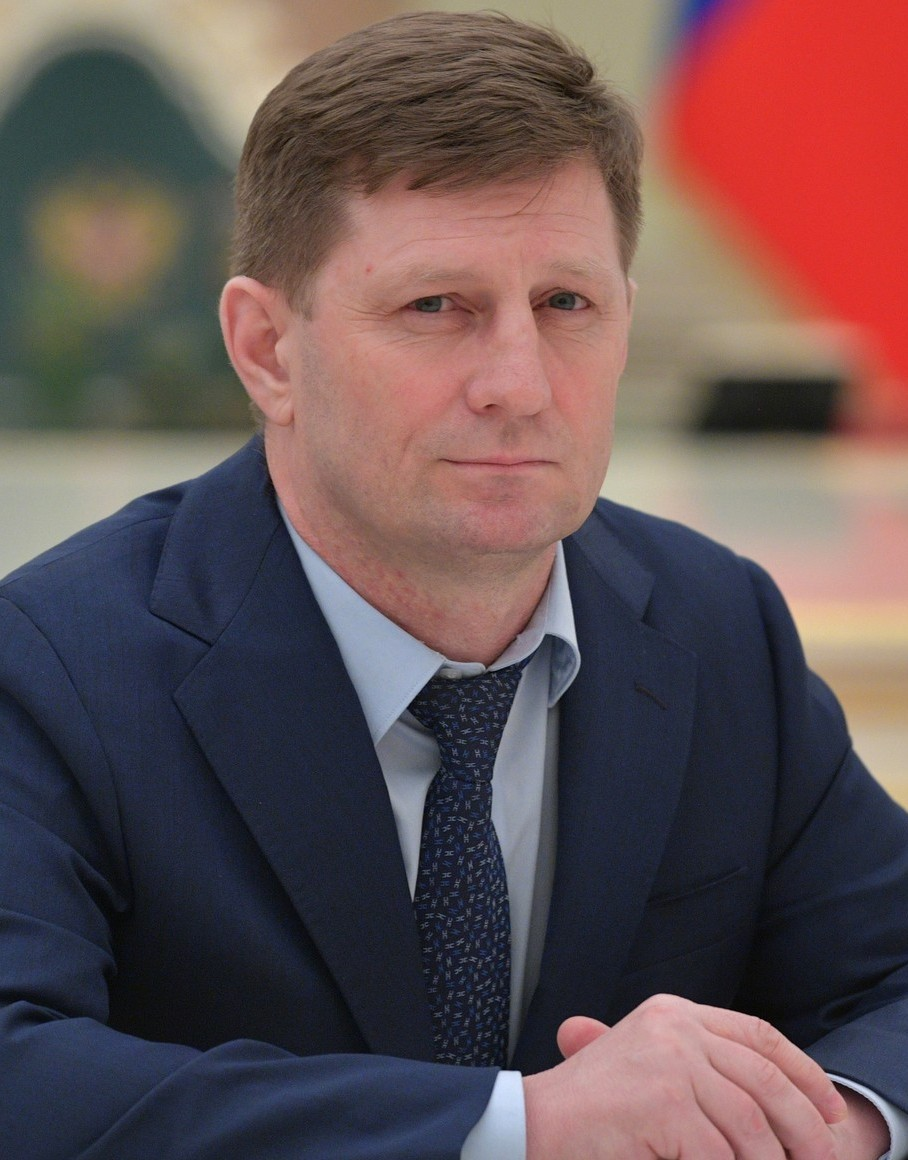
Sergei Furgal (2018)

Sergei Iwanowitsch Furgal (russisch Сергей Иванович Фургал; * 12. Februar 1970 in Pojarkowo) ist ein russischer Geschäftsmann und Politiker der Partei LDPR. Von September 2018 bis Juli 2020 war er Gouverneur der Region Chabarowsk.

## Leben
Nach seinem Studienabschluss im Jahr 1992 arbeitete Furgal zunächst als Therapeut und Neurologe in einem Krankenhaus. Von 1999 an war er im Import-Geschäft tätig und wurde später Generaldirektor der Metallurgie-Firma Mif-Chabarowsk.
Bei der Wahl der Legislativduma der Region Chabarowsk 2005 wurde Furgal über die Liste der LDPR zum Abgeordneten der Legislativduma der Region Chabarowsk gewählt. Bis 2007 war er als Abgeordneter tätig. Bei der Parlamentswahl in Russland 2007 und der Parlamentswahl in Russland 2011 wurde er über die Liste der LDPR zum Abgeordneten der Staatsduma gewählt. Er war der Kandidat der LDPR bei der Gouverneurswahl in der Region Chabarowsk 2013, unterlag aber mit 19,14 % der Stimmen dem Kandidaten von Einiges Russland. Bei der Parlamentswahl in Russland 2016 wurde er erneut zum Duma-Abgeordneten gewählt, dieses Mal als Kandidat der LDPR im Wahlkreis Komsomolsk am Amur. Am 9. Oktober 2018 schied er aus der Duma aus.
Im September 2018 gewann er die Gouverneurswahl in der Region Chabarowsk. Nachdem er im ersten Wahlgang mit 35,81 % Stimmen noch nahezu gleichauf mit dem Kandidaten von Einiges Russland gelegen hatte, setzte er sich im zweiten Wahlgang mit 69,57 % deutlich gegen diesen durch. Furgal hatte an seiner Kandidatur gegen den erklärten Willen des Kreml festgehalten, Unzufriedenheit mit einer landesweiten Rentenreform gab seinem Wahlkampf Auftrieb. Der Wahlsieg gegen den vom Kreml gestützten Kandidaten von Einiges Russland kam unerwartet, Furgal gewann nach seinem Sieg schnell an Popularität, griff Unzufriedenheit gegenüber Moskau auf und begann Diskussionen mit Oppositionsgruppen, seine örtliche LDPR gewann weitere Wahlen und gefährdete die regionale Stellung von Einiges Russland.
Am 9. Juli 2020 wurde Furgal wegen des Vorwurfs festgenommen, er habe in den Jahren 2004 und 2005 zwei Morde an Geschäftsleuten organisiert. Seine Verhaftung löste in Chabarowsk Massenproteste aus, die sich gegen die Moskauer Zentralregierung unter Präsident Putin richteten. Dieser setzte Furgal per Dekret am 20. Juli 2020 aufgrund eines durch die Verhaftung entstandenen „Vertrauensverlustes“ ab und ernannte den ebenfalls zur LDPR gehörenden Duma-Abgeordneten Michail Degtjarjow zum interimistischen Nachfolger. Viele Demonstranten betrachteten diesen Vorgang als politisch motiviert.
Im Februar 2023 wurde Furgal von einem russischen Gericht wegen der beiden angeblichen Auftragsmorde zu 22 Jahren Straflager verurteilt. Furgal selbst bestreitet die Vorwürfe. Seine Anwälte kündigten an, gegen das Urteil in Berufung zu gehen.